# Johny Back
Johny Back (* 1945) ist ein ehemaliger luxemburgischer Radrennfahrer und nationaler Meister im Radsport.

## Sportliche Laufbahn
Back war bereits als Junior 1964 und 1965 nationaler Meister im Straßenrennen in dieser Klasse geworden. Er gewann 1968 die nationale Meisterschaft im Straßenrennen der Amateure vor Roger Gilson. Im folgenden Jahr konnte er seinen Titel verteidigen, er siegte vor Erny Kirchen. Seinen dritten nationalen Titel gewann er dann 1975. Sein erster größerer Erfolg war der 3. Platz im Rennen Grand Prix François Faber, das Gerard Vianen gewonnen hatte. 1966 wurde er Zweiter des Rennens. 1965 und 1968 war er am Start der Rennen bei den UCI-Straßen-Weltmeisterschaften. In späteren Jahren war er als Tourguide bei Radsportferien auf Mallorca aktiv.